# Ignacio de Ries

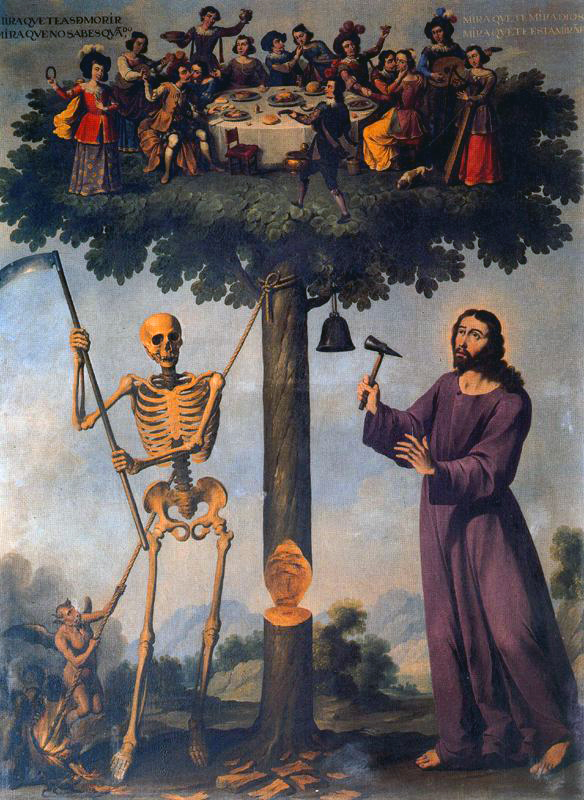
El Árbol de la Vida, en la Catedral de Segovia.

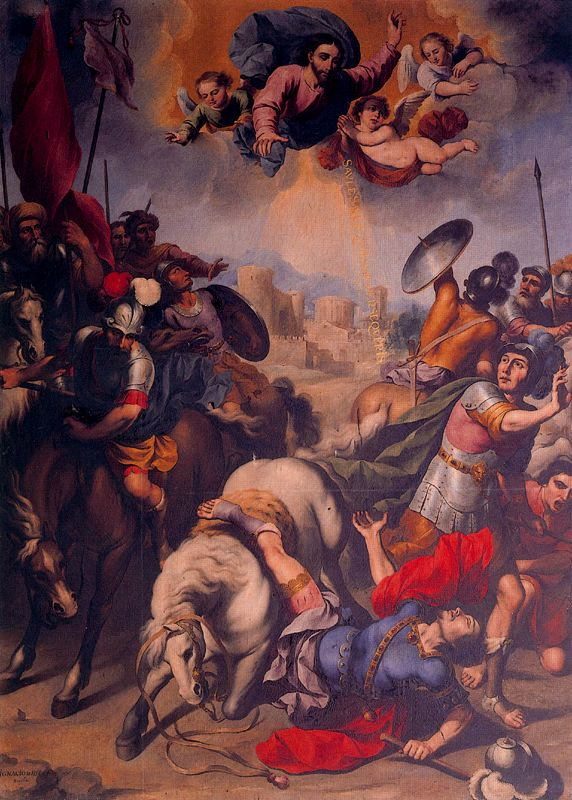
Conversión de San Pablo, en la Catedral de Segovia.

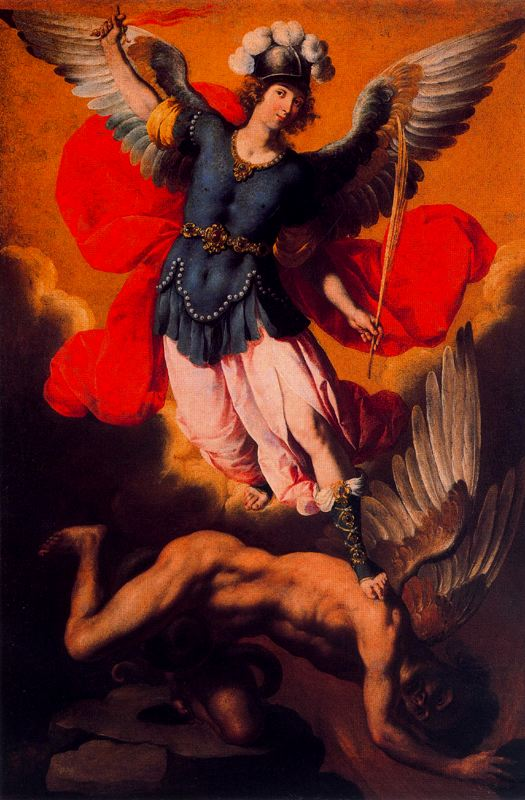
Arcángel San Miguel, Metropolitan Museum, New York

Ignacio de Ries (Flandes?, c. 1612 - Sevilla?, después de 1661), es un pintor del Barroco español.

## Biografía
Nacido hacia 1612, probablemente en Flandes, aparece documentado en Sevilla desde 1636 hasta 1661. Ya desde un principio muestra en todas sus obras firmadas una notable cercanía a la técnica de Zurbarán. En efecto, en 1636 se sabe que está en el taller del maestro extremeño y, aunque sus temáticas suelen ser rubenianas, todo lo demás en su arte nos recuerda al de Fuente de Cantos.
En sus últimos años se dejará influir por la obra de Murillo, que le dan un mayor dinamismo a su pintura, aunque sin renunciar a su estilo original.
Sus obras más importantes se hallan en la Capilla de la Concepción, que fundara en 1645 el capitán Pedro Fernández de Miñano y Contreras en la Catedral de Segovia, especialmente el Árbol de la Vida, una curiosa alegoría del tipo de las Vanitas.

## Obras destacadas
- Árbol de la Vida (1653, Catedral de Segovia)
- Adoración de los Pastores (1653, Catedral de Segovia)
- Conversión de San Pablo (1653, Catedral de Segovia)
- Bautismo de Cristo (1653, Catedral de Segovia)
- Coronación de la Virgen (1653, Catedral de Segovia)
- El rey David (1653, Catedral de Segovia)
- San Miguel Arcángel (Marquand Collection, Metropolitan Museum, New York)
- Regina Coeli (Colección Banco Central Hispano)
- San Isidoro y San Leandro (Capilla de San Antonio, Catedral de Sevilla)
- Santas Justa y Rufina (Capilla de San Antonio, Catedral de Sevilla)
- Inmaculada Concepción (Iglesia de San Ildefonso, Sevilla)
- Inmaculada Concepción (Museo de Bellas Artes, Sevilla)
- Santa Justa (Colección Salinas, Sevilla)
- Asunción de la Virgen (1661, Iglesia de San Bartolomé, Sevilla)